# Стенли Лав
Стенли Глен Лав (на английски: Stanley Glen Love) e американски астронавт, участник в един космически полет.

## Образование
Стенли Лав завършва колежа Winston Churchill High School в Юджийн, Орегон през 1983 г. През 1987 г. завършва колежа Harvey Mudd College в Клеърмонт, Калифорния, с бакалавърска степен по физика. През 1989 г. получава магистърска степен по астрономия, а през 1993 г. защитава докторат по същата специалност в университета на щата Вашингтон.

## Служба в НАСА
Стенли Лав е избран за астронавт от НАСА на 4 юни 1998 г., Астронавтска група №17. През август същата година започва обучението му в космическия център Линдън Джонсън, Хюстън, Тексас. Първите си назначения получава след 2000 г., като CAPCOM офицер на мисиите STS-104, STS-108, STS-112 и STS-132. Взема участие в един космически полет, като прекарва повече от 306 часа в космоса. Има две космически разходки с обща продължителност 15 часа и 23 минути.

## Полет
Стенли Г. Лав лети в космоса като член на екипажа на мисия STS-122:
| Космически полет на Стенли Глен Лав                            | Космически полет на Стенли Глен Лав | Космически полет на Стенли Глен Лав | Космически полет на Стенли Глен Лав | Космически полет на Стенли Глен Лав | Космически полет на Стенли Глен Лав  | Космически полет на Стенли Глен Лав |
| №                                                              | Дата                                | КК                                  | Емблема на мисията                  | Функции                             | Продължителност                      |                                     |
| -------------------------------------------------------------- | ----------------------------------- | ----------------------------------- | ----------------------------------- | ----------------------------------- | ------------------------------------ | ----------------------------------- |
| 1                                                              | 7 февруари 2008                     | „Атлантис“, мисия STS-122           |                                     | Специалист на мисията               | 12 денонощия 17 часа 55 мин. 34 сек. |                                     |
| Сумарно време в космоса – 12 денонощия 18 часа 22 мин. 50 сек. |                                     |                                     |                                     |                                     |                                      |                                     |

## Личен живот
Стенли Лав е женен и има две деца. Хобитата му са скално катерене, колоездене и музика.